# Тіснянський деканат
Тіснянський деканат — колишня структурна одиниця Перемишльської єпархї греко-католицької церкви з центром в с. Тісна. Очолювалась Деканом.

## Історичні відомості
Створена під владою Польщі в 1924 році з центром у м. Тісна виділенням 8 парафій з Балигородського деканату.
Парафії і філії існували в таких населених пунктах:
- парафія с. Тісна з філіями в с. Довжиця, с. Габківці, с. Лишня,
- парафія с. Яблінки з філією в с. Колоничі,
- парафія с. Явірець з філією в с. Луг, с. Завій,
- парафія в с. Криве з приходом з с. Присліп,
- парафія с. Лопінька з філіями в с. Бук, с. Тискова,
- парафія в с. Смерек з філіями в с. Кальниця і с. Струбовиська,
- парафія в Терка з філією в с. Буковець і приходом з с. Полянки,
- парафія с. Ветлина.

Кількість прихожан: 1924 — 7565 осіб, 1930 — 6779 осіб, 1939 — 8410 осіб.

### Декани
- 1924—1933† — о. Мирослав Устияківський,
- 1933—1947 — о. Євстафій Хархаліс.

Деканат ліквідовано в 1946 році через заборону УГКЦ і насильне переселення українців до СРСР.